# Montagut
Pour les articles homonymes, voir Montagut (homonymie).
Montagut (en béarnais Montagut ou Mountagut) est une commune française, située dans le département des Pyrénées-Atlantiques en région Nouvelle-Aquitaine.

## Géographie

### Localisation
La commune de Montagut se trouve dans le département des Pyrénées-Atlantiques, en région Nouvelle-Aquitaine.
Elle se situe à 43 km par la route de Pau, préfecture du département, et à 30 km d'Artix, bureau centralisateur du canton d'Artix et Pays de Soubestre dont dépend la commune depuis 2015 pour les élections départementales. 
La commune fait en outre partie du bassin de vie d'Arzacq-Arraziguet.
Les communes les plus proches sont : 
Arget (2,0 km), Monget (2,5 km), Piets-Plasence-Moustrou (2,5 km), Malaussanne (2,9 km), Cabidos (3,3 km), Peyre (4,1 km), Mant (4,3 km), Morlanne (4,5 km).
Sur le plan historique et culturel, Montagut fait partie de la province du Béarn, qui fut également un État et qui présente une unité historique et culturelle à laquelle s’oppose une diversité frappante de paysages au relief tourmenté.

### Communes limitrophes
Les communes limitrophes sont  Arget, Cabidos, Malaussanne, Monget et Piets-Plasence-Moustrou.
|       | Monget (Landes)         |             |
| Arget | Montagut                | Malaussanne |
|       | Piets-Plasence-Moustrou | Cabidos     |

### Hydrographie

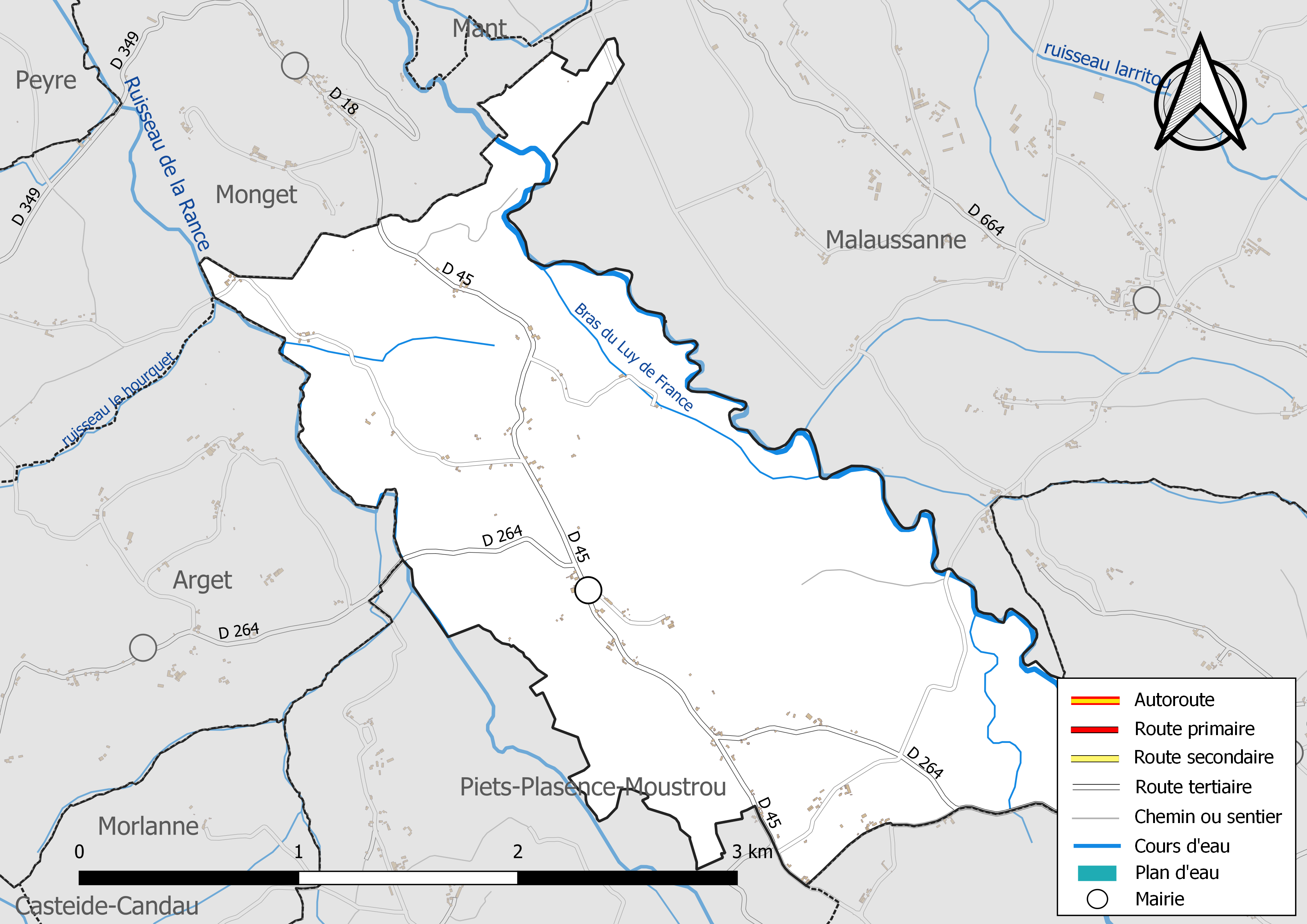
Réseaux hydrographique et routier de Montagut.

La commune est drainée par le Luy, le Larritou, un bras du Luy de France et par divers petits cours d'eau, constituant un réseau hydrographique de 9 km de longueur totale,.
Le Luy, d'une longueur totale de 154,5 km, prend sa source dans la commune d'Espoey et s'écoule d'est en ouest. Il traverse la commune et se jette dans l'Adour à Rivière-Saas-et-Gourby, après avoir traversé 65 communes.
Le Larritou, d'une longueur totale de 4 km, prend sa source dans la commune de Fichous-Riumayou et s'écoule du sud-est vers le nord-ouest. Il traverse la commune et se jette dans le Luy à Peyre, après avoir traversé 8 communes.

### Climat
Pour des articles plus généraux, voir Climat de la Nouvelle-Aquitaine et Climat des Pyrénées-Atlantiques.
Historiquement, la commune est exposée à un climat de montagne.  
En 2020, Météo-France publie une typologie des climats de la France métropolitaine dans laquelle la commune est dans une zone de transition entre le climat océanique et le climat de montagne et est dans la région climatique Pyrénées atlantiques, caractérisée par une pluviométrie élevée (>1 200 mm/an) en toutes saisons, des hivers très doux (7,5 °C en plaine) et des vents faibles.
Pour la période 1971-2000, la température annuelle moyenne est de 13,6 °C, avec une amplitude thermique annuelle de 14,5 °C. Le cumul annuel moyen de précipitations est de 1 127 mm, avec 11,8 jours de précipitations en janvier et 7,7 jours en juillet. Pour la période 1991-2020, la température moyenne annuelle observée sur la station météorologique la plus proche, située sur la commune de Pomps à 7 km à vol d'oiseau, est de 14,1 °C et le cumul annuel moyen de précipitations est de 1 062,2 mm,. Pour l'avenir, les paramètres climatiques de la commune estimés pour 2050 selon différents scénarios d’émission de gaz à effet de serre sont consultables sur un site dédié publié par Météo-France en novembre 2022.

### Milieux naturels et biodiversité
Aucun espace naturel présentant un intérêt patrimonial n'est recensé sur la commune dans l'inventaire national du patrimoine naturel,,.

## Urbanisme

### Typologie
Au 1er janvier 2024, Montagut est catégorisée commune rurale à habitat très dispersé, selon la nouvelle grille communale de densité à sept niveaux définie par l'Insee en 2022.
Elle est située hors unité urbaine. Par ailleurs la commune fait partie de l'aire d'attraction de Pau, dont elle est une commune de la couronne,. Cette aire, qui regroupe 227 communes, est catégorisée dans les aires de 200 000 à moins de 700 000 habitants,.

### Occupation des sols

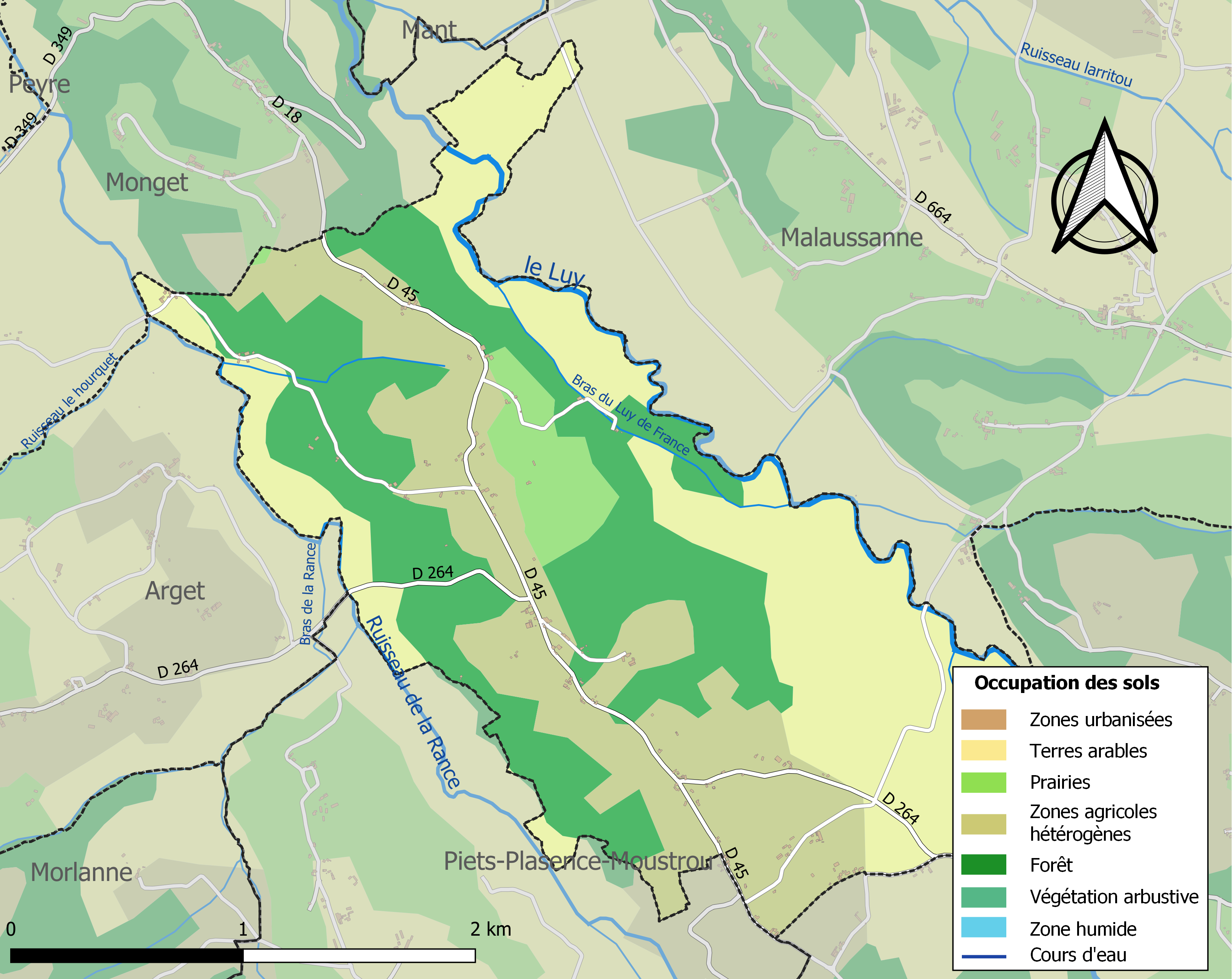
Carte des infrastructures et de l'occupation des sols de la commune en 2018 (CLC).

L'occupation des sols de la commune, telle qu'elle ressort de la base de données européenne d’occupation biophysique des sols Corine Land Cover (CLC), est marquée par l'importance des territoires agricoles (69,9 % en 2018), une proportion sensiblement équivalente à celle de 1990 (69,8 %). La répartition détaillée en 2018 est la suivante : 
terres arables (38,4 %), forêts (30,1 %), zones agricoles hétérogènes (27,4 %), prairies (4,1 %). L'évolution de l’occupation des sols de la commune et de ses infrastructures peut être observée sur les différentes représentations cartographiques du territoire : la carte de Cassini (XVIIIe siècle), la carte d'état-major (1820-1866) et les cartes ou photos aériennes de l'IGN pour la période actuelle (1950 à aujourd'hui).

### Lieux-dits et hameaux
- Baradé
- Cassou
- Hillot
- Hourc
- Larrance
- Lassalle
- Lassarruque
- Luy
- le Moulin
- la Rochelle
- Treyty
- Tort

### Voies de communication et transports
La commune est desservie par les routes départementales D 45 et D 264.

### Risques majeurs
Le territoire de la commune de Montagut est vulnérable à différents aléas naturels : météorologiques (tempête, orage, neige, grand froid, canicule ou sécheresse), inondations et séisme (sismicité modérée). Il est également exposé à un risque technologique,  le transport de matières dangereuses. Un site publié par le BRGM permet d'évaluer simplement et rapidement les risques d'un bien localisé soit par son adresse soit par le numéro de sa parcelle.

#### Risques naturels
Certaines parties du territoire communal sont susceptibles d’être affectées par le risque d’inondation par une crue à  débordement lent de cours d'eau, notamment le Luy et le ruisseau de la Rance. La commune a été reconnue en état de catastrophe naturelle au titre des dommages causés par les inondations et coulées de boue survenues en 1982, 1983, 2008 et 2009,.

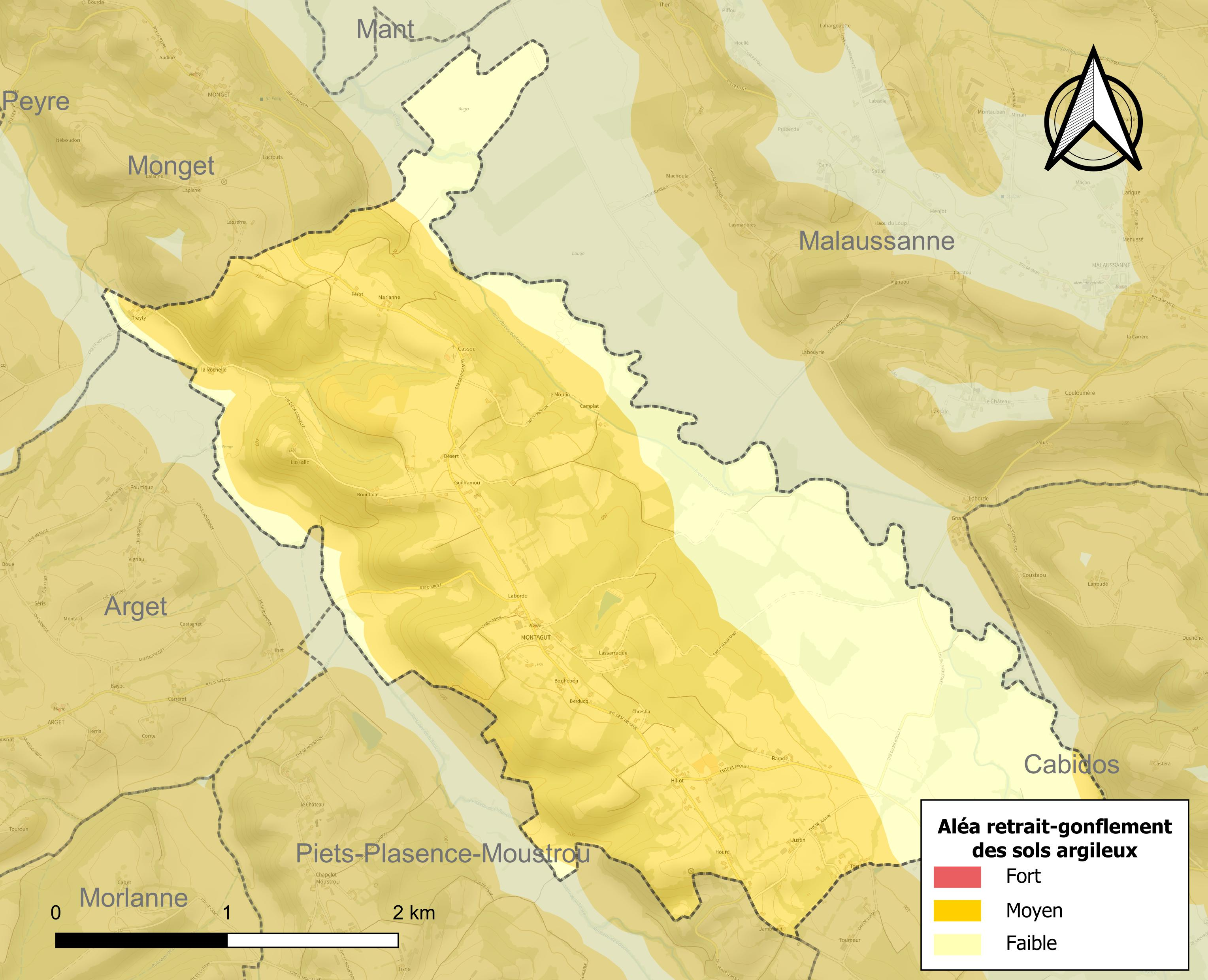
Carte des zones d'aléa retrait-gonflement des sols argileux de Montagut.

Le retrait-gonflement des sols argileux est susceptible d'engendrer des dommages importants aux bâtiments en cas d’alternance de périodes de sécheresse et de pluie. 68 % de la superficie communale est en aléa moyen ou fort (59 % au niveau départemental et 48,5 % au niveau national). Depuis le 1er octobre 2020, en application de la loi ELAN, différentes contraintes s'imposent aux vendeurs, maîtres d'ouvrages ou constructeurs de biens situés dans une zone classée en aléa moyen ou fort,.

## Toponymie
Le toponyme Montagut apparaît sous les formes Mons-Acutus (1273, registres de Bordeaux), Le bayliadge de Montagud et Sainct-Marti de Montagut (respectivement 1540 et 1559, réformation de Béarn).
Son nom béarnais est Montagut ou Mountagut.

## Histoire
Paul Raymond note qu'en 1385, Montagut comptait 29 feux et dépendait du bailliage de Garos. La commune était le siège d'une notairie qui s'étendait sur les communes d'Arget, Lannes (hameau dépendant de Pomps), Moustrou et Piets.

## Politique et administration
| Période                                  | Période  | Identité        | Étiquette | Qualité        |
| ---------------------------------------- | -------- | --------------- | --------- | -------------- |
| 1995                                     | 2008     | Maurice Billard |           |                |
| 2008                                     | 2009     | Maurice Billard |           | décédé en 2009 |
| 2009                                     | 2014     | Jean-Luc laulhé |           |                |
| 2014                                     | En cours | Jean-Luc laulhé |           |                |
| Les données manquantes sont à compléter. |          |                 |           |                |

### Intercommunalité
Montagut appartient à trois structures intercommunales :
- la communauté de communes des Luys en Béarn ;
- le syndicat AEP d'Arzacq ;
- le syndicat d'énergie des Pyrénées-Atlantiques.

## Population et société

### Démographie
L'évolution du nombre d'habitants est connue à travers les recensements de la population effectués dans la commune depuis 1793. Pour les communes de moins de 10 000 habitants, une enquête de recensement portant sur toute la population est réalisée tous les cinq ans, les populations de référence des années intermédiaires étant quant à elles estimées par interpolation ou extrapolation. Pour la commune, le premier recensement exhaustif entrant dans le cadre du nouveau dispositif a été réalisé en 2005.

En 2022, la commune comptait 117 habitants, en stagnation par rapport à 2016 (Pyrénées-Atlantiques : +3,78 %, France hors Mayotte : +2,11 %).
| 1793 | 1800 | 1806 | 1821 | 1831 | 1836 | 1841 | 1846 | 1851 |
| ---- | ---- | ---- | ---- | ---- | ---- | ---- | ---- | ---- |
| 260  | 275  | 319  | 405  | 371  | 398  | 383  | 379  | 346  |

| 1856 | 1861 | 1866 | 1872 | 1876 | 1881 | 1886 | 1891 | 1896 |
| ---- | ---- | ---- | ---- | ---- | ---- | ---- | ---- | ---- |
| 342  | 295  | 314  | 300  | 300  | 283  | 269  | 258  | 238  |

| 1901 | 1906 | 1911 | 1921 | 1926 | 1931 | 1936 | 1946 | 1954 |
| ---- | ---- | ---- | ---- | ---- | ---- | ---- | ---- | ---- |
| 245  | 261  | 282  | 222  | 202  | 212  | 182  | 167  | 136  |

| 1962 | 1968 | 1975 | 1982 | 1990 | 1999 | 2005 | 2006 | 2010 |
| ---- | ---- | ---- | ---- | ---- | ---- | ---- | ---- | ---- |
| 143  | 132  | 117  | 99   | 108  | 106  | 109  | 107  | 125  |

| 2015 | 2020 | 2022 | - | - | - | - | - | - |
| ---- | ---- | ---- | - | - | - | - | - | - |
| 118  | 119  | 117  | - | - | - | - | - | - |

## Culture locale et patrimoine

### Patrimoine civil
La bastide, construite à l'initiative de Marguerite de Moncade, date du XIVe siècle.
Montagut possède un ensemble de fermes des XVIIIe et XIXe siècles classées aux monuments historiques.
La maison de maître, dite château, et située au lieu-dit Lassalle, date des XVIIe et XVIIIe siècles, tout comme le moulin (1623 et 1830). La maison de maître du lieu-dit Lassarruque fut construite aux XVIIIe et XIXe siècles.

### Patrimoine religieux
L'église Saint-Martin, au lieu-dit Cassou, date du XIIe siècle. Elle recèle divers objets et meubles recensés par le ministère de la Culture, et en particulier un chemin de croix (lithographie) du XVIIIe siècle, un carrelage de sol en terre cuite rouge du XVIIIe siècle, trois statues en bois représentant saint Jean-Baptiste, saint Roch et saint Martin, ainsi qu'une stèle discoïdale datée de 1864.